# Muriel MacDonagh
Muriel MacDonagh (née Gifford ; 18 décembre 1884 - 9 juillet 1917) est une nationaliste irlandaise et une membre d'Inghinidhe na hÉireann.

## Jeunesse

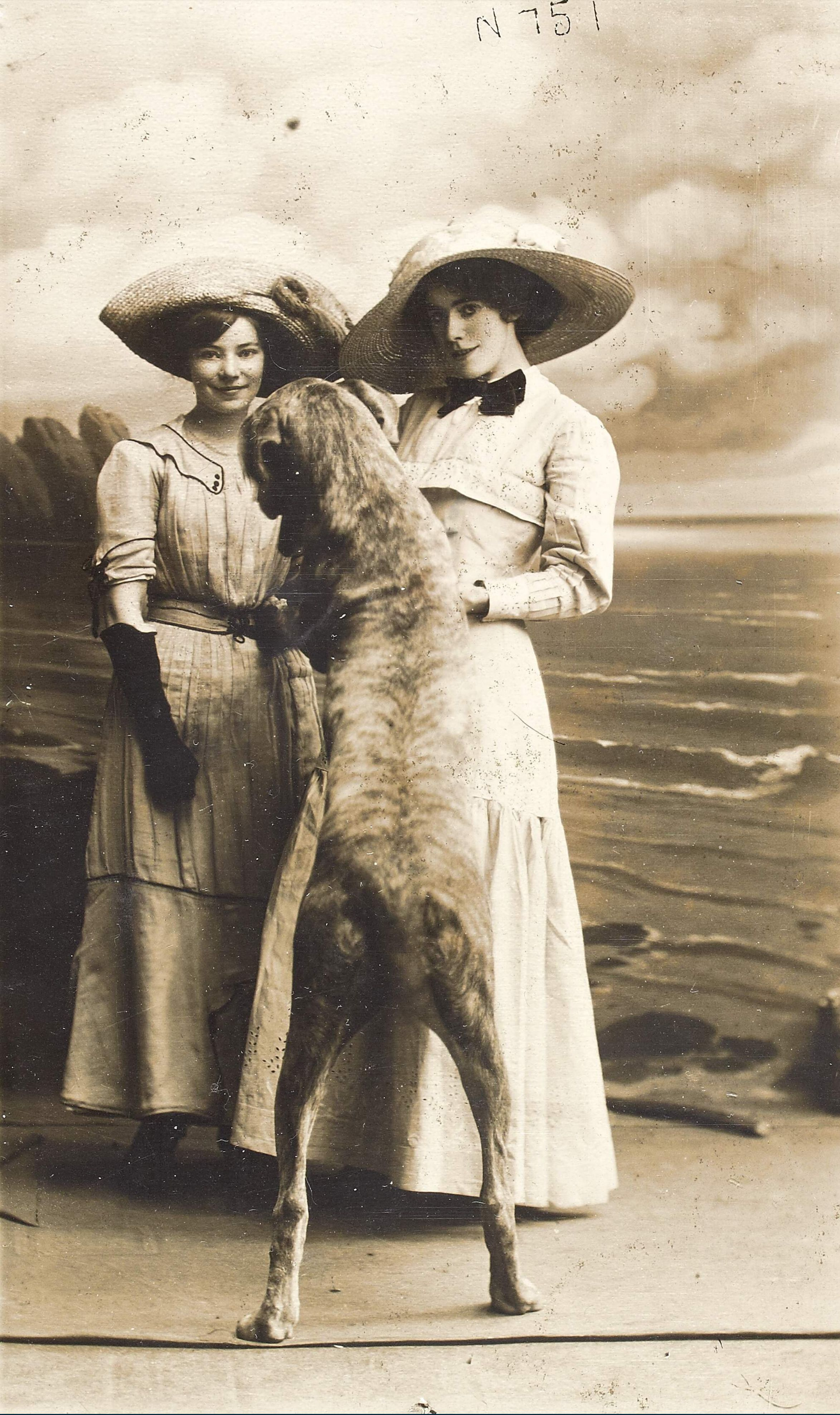
Muriel et Didney Gifford en 1911.

Muriel Enid Gifford est née au 12 Cowper Road, Rathmines le 18 décembre 1884. Elle est la quatrième sœur et la huitième de douze enfants. Ses parents sont Frederick et Isabella Gifford (née Burton). Enfant, elle souffre à plusieurs moments de rhumatisme articulaire aigu et de phlébite. Elle fréquente l'Alexandra College et passe une brève période en Angleterre pour devenir instructrice. De retour en Irlande, elle suit une formation d'infirmière à l'hôpital Sir Patrick Dun's de Dublin, mais sa santé souffre à cause de son travail.

## Nationalisme
Avec ses sœurs, MacDonagh est active dans la Women's Franchise League et Inghinidhe na hÉireann, une organisation nationaliste. Elle participe au programme de repas scolaires de 1910 à 1911 et participe à une collecte de fonds de la Women's Franchise League en 1914, apparaissant dans un tableau vivant sous le nom de Maeve, la reine guerrière. Moins ardemment féministe que ses sœurs, MacDonagh prend plaisir à inviter des militantes et des artistes à domicile pour un « bon repas ». Dans une famille extravertie, elle est timide, réservée et connue pour sa douceur. En 1908, elle est présentée à Thomas MacDonagh par la journaliste suffragette Nora Dryhurst avec ses sœurs Grace et Sidney lors d'une visite à l'école St Enda. Dryhurst conseille à Thomas de « tomber amoureux d'une de ces filles et de l'épouser », ce à quoi il a répondu en riant « Ce serait facile ; la seule difficulté serait de décider laquelle ». Les sœurs Gifford restent en contact avec Thomas jusqu'à l'automne 1911, lorsque le couple eut une cour courte et intense. Ils se rencontrent secrètement dans des galeries et des musées et avaient une correspondance abondante. Ils se marient le 3 janvier 1912, lorsqu'il est nommé maître de conférences adjoint à l'University College de Dublin en décembre 1911. Ils ont un fils, Donagh MacDonagh né en novembre 1912, et une fille, Barbara MacDonagh Redmond née en mars 1915. La famille habite d'abord au 32 Baggot Street, puis au 29 Oakley Road à Rathmines.

## La vie plus tard
MacDonagh souffre d'une mauvaise santé et de dépression, ce qui a conduit à des périodes de convalescence et de confinement. Lorsque son mari est arrêté après l'insurrection de Pâques 1916, elle n'a pas pu le voir avant son exécution le 3 mai 1916, ce qui intensifie son deuil. Dévastée par sa mort et éloignée de ses parents en raison de leur désapprobation de son implication dans le soulèvement, elle vit brièvement avec les Plunketts à Larkfield, Kimmage, puis avec des parents de son mari à Thurles, dans le comté de Tipperary. Elle retourne à Dublin pour vivre dans une propriété de la famille Plunkett au 50 Marlborough Road. Avec deux jeunes enfants à charge et presque sans ressources, elle est amenée à demander une aide de 250 £ au Irish Volunteers Dependents 'Fund, organisation où elle est également officier et membre du comité. Son mari l'ayant nommée exécutrice littéraire, elle prépare une collection de sa poésie publiée en octobre 1916. Le succès de ce volume atténue quelque peu ses difficultés financières.
Elle se convertit au catholicisme le 3 mai 1917. MacDonagh meurt en nageant dans la mer pendant des vacances avec d'autres veuves de 1916 à Skerries, dans le comté de Dublin, le 9 juillet 1917. Elle n'assiste presque pas à ces vacances, car son fils est à l'hôpital après une chute. On pense qu'elle tentait de nager vers l'île Shenick depuis Skerries, et qu'elle aurait peut-être voulu placer un drapeau tricolore sur la tour Martello de l'île. Son corps est retrouvé près de l'île Loughshinny, et comme en l'absence d'eau dans ses poumons, il a été conclu qu'elle morte d'une insuffisance cardiaque et non d'une noyade. Du fait du grand intérêt pour les veuves de 1916 et leurs familles, ses funérailles au cimetière de Glasnevin attirent dans le cortège funèbre une foule de personnes en deuil estimée à 5 000 personnes,. Après sa mort, une bataille a lieu pour la garde légale de Donagh et Barbara entre les Gifford et les MacDonagh. Leur tante Mary MacDonagh, une religieuse connue sous le nom de sœur Francesca et avec qui MacDonagh était devenue proche, obtient finalement la garde. Même si plusieurs de ses frères et sœurs se proposent de prendre les enfants, elle les place dans une famille d'accueil.
En juillet 2017, à l'occasion du centenaire de sa mort, un festival a eu lieu à Skerries en sa mémoire,.